# Улаанхус
Улаанхус (монг. Улаанхус) – сомон Баян-Улгийського аймаку Монголії. Територія 6,1 тис кв км, населення 8,7 тис.. Центр Білуу розташований на відстані 46 км. від міста Улгий, та на відстані 1682 км від Улан-Батора. Школа, лікарня, сфера обслуговування, невеликі підприємства з виробництва продуктів харчування.

## Рельєф
Гори Ценгелхайрхан/3973м/, Баянуул /36223м/, Сийлхем /3500м/, Монгол Алтай /3700м/. Річки Ховд, Цагаан, Ойгор та їх притоки, озера льодовикового походження.

## Клімат
Клімат різкоконтинентальний. Середня температура січня -22-24 градуси, липня +9-14, протягом року випадає в середньому 100 мм опадів, у горах 300-400 мм.

## Корисні копалини
Багатий на природні ресурси: дорогоцінне каміння, біотит, будівельну сировину.

## Тваринний світ
Водяться аргалі, дикі кози, вовки, лисиці, зайці, бабаки.

## Адміністративні межі
Улаанхус межує з сомонами Ценгел, Бугат,Сагсай. На заході проходить кордон з Китаєм, на півночі з Росією.